# Eddie Furey
Eddie Furey (Dublin (Ierland), 23 december 1944) is een Iers folkmusicus. Hij is de oudste van de Fureys, zanger en gitarist.
Hij verliet in 1966 het ouderlijk huis in Dublin en reisde door Schotland. Het was de bloeitijd van de folk. Hij ontmoette in Edinburgh folkzangers zoals Billy Connolly, Gerry Rafferty en Alex Campbell. In 1969 werkte hij met zijn broer Finbar Furey met The Clancys & Tommy Makem in de Verenigde Staten en Canada. In 1971 ging Eddie naar Europa waar hij zeven jaar toerde met Finbar die op banjo, uilleann pipes en fluit speelde. Ze hadden vooral in Duitsland veel succes. De andere broers, Paul, George en ook Brendan Leeson en hun vriend Davey Arthur speelden ook in Europa met hun eigen band, The Buskers.
In 1978 toen George, Paul en Davey in Denemarken optraden, vernamen ze dat hun broers Eddy en Finbar betrokken waren bij een verkeersongeluk. Ze reisden meteen naar Duitsland om bij hen te zijn. Zij namen toen het besluit samen te gaan spelen en dat was het begin van The Fureys and Davey Arthur; dat sloeg aan en aan het einde van de folkrevival in Nederland traden ze op tijdens Irish Folk Festivals, zoals in Zwolle. Daarna zouden zij een groot aantal albums gaan produceren.
In 1988 maakte Davey Arthur zijn laatste album met de band en Finbar, die liever een paar jaar solo wilde gaan spelen, gaf er later in 1993 de brui aan. In 2002 moest de familie Furey een tragisch verlies incasseren, toen broer Paul kwam te overlijden. In januari 2005 overleed ook lang en gewaardeerd lid Derek McCormack terwijl hij op een cruise was in Florida. Daarna bestonden The Fureys uit: Eddie Furey: zang, mandoline, bodhrán, George Furey: gitaar, zang, soms accordeon, Stephen Leech: banjo, mandoline, Monty Mooney: accordeon, Luke Crowley: bas.
Stephen Leech, Monty Mooney en Luke Crowly zijn doorgewinterde kroegmuzikanten, met een jarenlange ervaring in de Ierse traditionele muziek. Stephen en Monty verzorgen dan ook de snellere jigs en reels binnen de band.
Anno 2007 bestaan The Fureys uit: Eddie Furey: zang, mandoline, bodhrán, George Furey: gitaar, zang, Davey Arthur: banjo, mandoline, Dominic Leech: accordeon en Luke Crowley: bas, tin whistle, keyboards

## Discografie
Eddie and Finbar Furey
- The Clancy Brothers, Christmas, 1969 met Finbar en Eddie Furey
- The Clancy Brothers, Flowers in the Valley, 1970, met Finbar en Eddie Furey
- The Lonesome Boatman, 1969
- The Dawning of the Day, 1972
- Four Green Fields, 1972
- Irish Pipe Music, Hornpipes, airs & reels, 1974
- A Dream in My Hand, 1974
- Irish Folk Festival 1974, met vader Ted Furey en The Buskers
- The 2nd Irish Folk Festival on Tour, 1975
- I Live not Where I Love, 1975
- The Farewell Album, 1976, (met Hannes Wader zang en gitaar)
- I Know Where I'm Going, met Paddie Bell, 1976
- The Town Is Not Their Own, 1981
- Finbar & Eddie Furey - The Collection

The Fureys and Davey Arthur
- Emigrant, Polydor, 1977.
- Morning on a Distant Shore, 1977.
- Banshee, Dolby, 1978.
- The Green Field of France, 1979
- The Story of The Furey Brothers and Davey Arthur, 1980
- When You Were Sweet 16, 1982
- In Concert, 1983
- Steal Away, Ritz, 1983.
- Golden Days, K-Tel, 1984.
- In Concert, Ritz, 1984.
- At the End of a Perfect Day, 1985.
- The First Leaves of Autumn, 1986.
- Red Rose Café/Irish Eyes/Sitting Alone, 1987,(EP)
- Dublin Songs, 1988
- Poor Man's Dream, 1988.
- The Scattering, 1988, laatste album met Davey Arthur
- Wind of Change, 1992
- Claddagh Road, 1994
- Alcoholidays
- I Will Love You
- The Best of the Fureys and Davey Arthur, 1993
- Winds of Change, 1992
- May We All Someday Meet Again, 1993, zonder Finbar Furey
- The Fureys 21 Years On, 1999, zonder Finbar Furey
- The Essential Fureys, 2001
- Chaplin Sings … The Fureys Sing Chaplin, 2002, zonder Finbar Furey
- My Father's House, 2003
- 25th Anniversery Collection, 2003

- At home in Ireland (Video)